# Fábrica Militar San José de Jáchal
La Fábrica Militar «San José de Jáchal», o Fábrica de Explosivos «San José de Jáchal», es una planta productiva de la empresa argentina Fabricaciones Militares (FM). Está localizada sobre la Ruta Nacional 150, a 5 km al oeste del distrito homónimo de la provincia de San Juan.
Fue creada en 2014 (siendo la primera fábrica militar abierta desde 1950) y su objetivo es el apoyo al área de minería que se desarrolla en la zona (voladuras, manejo de explosivos, etc.).